# Alheira
Alheira je druh uzeniny používané v portugalské kuchyni. Obsahuje kuřecí nebo králičí maso, sádlo, olivový olej, pšeničný chléb, mletou papriku a česnek. Má tvar podkovy a délku okolo 30 cm, je fermentovaná a jemně zauzená, má světlou barvu a poměrně měkkou konzistenci. Název dostala podle portugalského slova alho, které znamená „česnek“.
Pokrm pochází z oblasti Trás-os-Montes („Záhoří“) na severovýchodě Portugalska. Podle oblíbené pověsti je jeho vznik spojen s místní komunitou sefardských Židů, kteří v období reconquisty navenek přijali křesťanství (Cristão-Novo), aby nebyli vyhnáni ze země. Ve skrytu však nadále dodržovali židovské náboženské předpisy včetně zákazu požívání vepřového masa. Aby nevzbudili podezření inkvizice tím, že na rozdíl od svých sousedů neudí klobásy, začali vyrábět jejich náhradu z drůbežího nebo králičího masa nadstaveného chlebovou střídkou. Pro toto vysvětlení však neexistují spolehlivé historické důkazy, navíc v novější době se do této klobásy občas vepřové přidává. V různých obměnách se také používá maso křepelky, krůty, kachny, telecí nebo zvěřina, existuje rovněž vegetariánská alheira.
Alheira se podává obvykle osmažená vcelku na olivovém oleji, přílohou jsou brambory, dušená zelenina a volské oko. V této podobě je v Portugalsku běžně dostupným lidovým pokrmem. Může se také grilovat na dřevěném uhlí, podává se syrová jako součást obložených mís petiscos, plní se jí empanadas nebo se jí obkládá pizza.
Lokální recepty alheiry z Vinhais a z Barroso-Montalegre získaly chráněné označení Evropské unie. Proslulá je také alheira z Mirandely, která byla v roce 2011 zařazena na seznam Sedmi gastronomických divů Portugalska.